# Heman Bekele
Heman Bekele (en amhàric: ሄማን በቀለ; Addis Abeba, Etiòpia, 2009) és un jove químic etíopestatunidenc. L'adolescent esdevingué famós internacionalment a l'agost del 2024 quan la revista estatunidenca Time li dedicà una portada com a nen de l'any de la publicació (en anglès: TIME’s 2024 Kid of the Year). L'any anterior havia guanyat el concurs del millor científic jove dels Estats Units (America's Top Young Scientist) amb el seu invent revolucionari, una barra de sabó econòmica que podria tractar el càncer de pell.

## Biografia
Heman Bekele nasqué a la capital etiòpica, Addis Abeba, el 2009, al si d'una família de classe mitjana. Els seus pares van emigrar als Estats Units quan Heman tenia 4 anys. La seva mare, Muluemebet Getachew, és professora i el seu pare, Wondwossen Bekele, és especialista en recursos humans de l'Agència dels Estats Units per al Desenvolupament Internacional. Té dues germanes, la més gran es diu Hasset i té un any més que Heman mentre que la més petita Liya en té 8 menys.
Un dels records que el van impactar més quan era un infant a Àfrica va ser quan veia treballadors fent feina sota un sol ben roent.
A l'octubre del 2023 l'adolescent, que és alumne a la Woodson High School del Comtat de Fairfax a Virgínia, va ser triat per l'empresa 3M i Discovery Education entre uns deu candidats, com a guanyador del Young Scientist Challenge i rebé un premi de 25.000 dòlars pel seu invent revolucionariː un sabó que pot tractar i fins i tot evitar el càncer de pell.
Bekele ha elaborat el seu sabó mitjançant una fórmula a base d’àcid salicílic, d’àcid glicòlic i de tretinoïna que permet de reactivar les cèl·lules dendrítiques, que són vitals per al sistema immunitari, ja que permeten de cercar i detectar els agents patògens. L'invent presenta a més un avantatge econòmic cabdal, ja que el preu de la barra seria equivalent a uns 50 cèntims mentre que el cost d'una quimioteràpia tradicional voreja els 40.000 dòlars de mitjana als Estats Units.
L'any següent, el 15 d'agost del 2024, Heman Bekele aparegué a la portada de la revista Time essent designat com a nen de l'any 2024 (TIME’s 2024 Kid of the Year).